# Alfred Kretschmer
Alfred Franz Kretschmer (* 17. Dezember 1894 in Hünern, Landkreis Trebnitz, Provinz Schlesien; † 30. Dezember 1967 in Wiesbaden) war ein deutscher Generalleutnant im Zweiten Weltkrieg sowie Militärattaché in Tokio. Später wurde er für die Organisation Gehlen tätig und war dort für interne Ermittlungen verantwortlich.

## Leben
Kretschmar trat mit Ausbruch des Ersten Weltkriegs als Freiwilliger in das 4. Schlesische Infanterie-Regiment Nr. 157 der Preußischen Armee ein. Im Reserve-Infanterie-Regiment Nr. 230 kam er an die Ostfront. Im Mai 1915 folgte als Fähnrich seine Versetzung in das 7. Westpreußische Infanterie-Regiment Nr. 155, wo er Mitte November 1915 zum Leutnant avancierte und mit beiden Klassen des Eisernen Kreuzes sowie dem Verwundetenabzeichen in Silber ausgezeichnet wurde.

## Weimarer Republik
Im Jahr 1919 wurde Kretschmer von der Reichswehr übernommen und tat seinen Dienst bis Oktober 1920 im Reichswehr-Infanterie-Regiment 32. Nachdem er bis 1924 als Adjutant eingesetzt war, erfolgte seine Kommandierung zu einer Führungskräfteausbildung für 2 Jahre. Das entsprach der früheren Generalstabsausbildung, die aber für die Reichswehr auf Grund der Bestimmungen des Versailler Vertrages untersagt war. Deshalb wurde sie in getarnter Form realisiert. Während dieser Zeit wurde er zum Oberleutnant befördert und im Anschluss daran selbst als Ausbilder durch das Reichswehrministerium eingesetzt. Dabei sammelte er wichtige Erfahrungen im Umgang mit Untergebenen und in der Lehrtätigkeit vor Offiziershörern. Im Anschluss daran wurde er ins Reichswehrministerium zur Ausbildung von zukünftigen militärischen Führungskräften abgeordnet. Dabei handelte es sich um russische Offiziere, die im Rahmen der deutsch-sowjetischen militärischen Zusammenarbeit nach Deutschland eingeladen wurden und hier eine Generalstabsausbildung erhielten. Diese Einsatzzeit umfasste für Kretschmer als Betreuer dieser Offiziersgruppen ein Jahr bis Oktober 1927. Während dieses Lehrauftrages kam er in Kontakt mit Führungspersonal aus zahlreichen Arbeitsbereichen und Strukturen des Reichswehrministeriums.
Dadurch wurde Alfred Kretschmer, nach Auslaufen seiner Lehrverpflichtungen, zum 1. Oktober 1927 ins Reichswehrministerium zur Abteilung T 3 – Fremde Heere – versetzt. Abteilungsleiter war hier seit 1924 Oberst Curt Liebmann (1881–1960). Arbeitsgegenstand dieser Abteilung war die Nachrichtenbeschaffung und Nachrichtenauswertung. Die benötigten Informationen kamen aus sehr verschiedenen Quellen, zu denen die Auswertung der Presse und von Publikationen zu militärischen Themen, die Berichterstattungen der Militärattachés und die nachrichtendienstliche Informationsbeschaffung über die feindlichen Armeen, die Rüstungsentwicklung, die Militärstrategie, die personelle Besetzung der Armeestrukturen bei den „fremden“ Landesstreitkräften, aber auch die Spionageabwehr verbunden mit der Absicherung der eigenen Heeresverbände und der damit zusammenhängenden Strukturen gehörten. Diese Abteilung vereinigte in sich sowohl den Bereich Spionageabwehr, die Anleitung der Militärattachés, einen umfangreichen Lesedienst, einen Pressebereich für die Zusammenarbeit mit Verlagen und Redaktionen, den militärischen Nachrichtendienst und einen Bereich des Chiffrierwesens. Doch Kretschmer kam zu einem Zeitpunkt in die Abteilung T 3, als sie sich mitten im Umbruch befand. Am 1. Juli 1927 war der Leiter der Abwehrabteilung Oberst Friedrich Gempp (1871–1947) abgelöst und durch Günther Schwantes (1881–1942) ersetzt worden. Am 8. und 9. August 1927 hatte der Wirtschaftsjournalist Kurd Wenkel durch seine Artikel im Berliner Tageblatt die Lohmann-Affäre (Weimarer Republik) losgetreten, in die der Abteilungsleiter der Seetranssportabteilung im Reichswehrministerium Walter Lohmann (1878–1930) als Hauptinitiator von geheimen Rüstungsgeschäften und Missbrauch von staatlichen Geldern verwickelt war. Aber auch die Bereiche der Informationsbeschaffung, vor allem der Marinenachrichtendienst und die Abwehr waren betroffen. Über mehrere Monate kamen dann immer mehr und auch deutlichere Informationen ans Tageslicht, die dazu führten, dass am 29. Januar 1928 der Reichswehrminister Otto Geßler (1875–1955) seinen Hut nehmen musste. Walter Lohmann wurde noch 1927 entlassen, das sofortige Einsetzen von Schritten zur Schadensbekämpfung hatte aber vor allem zum Ziel, dass nicht noch weitere Informationen über die Hintergründe, die handelnden Personen und Machenschaften an die Öffentlichkeit kommen sollten. Der Marinenachrichtendienst, der ebenfalls in die Geschichten verwickelt war, wurde gemeinsam mit der Abwehr dem neuen Reichswehrminister Wilhelm Groener (1867–1939) direkt unterstellt. Die Abteilung T 3 wurde umstrukturiert, die Arbeitsbereiche neu verteilt, die Arbeitsmethoden kritisch überprüft und vor allem die Fragen der Geheimhaltung einer deutlichen Revision unterzogen. Am 1. März 1928 wurde auch hier der Posten des Abteilungsleiters neu besetzt, dieses Amt übernahm von nun an Oberst Erich Kühlenthal (1880–1958). Der gesamte Prozess der Neuausrichtung der Abteilung T 3 hielt bis 1931 an. Doch Kretschmer wechselte bereits vor dieser Zeit, am 30. September 1929, in den Stab der 6. Division in Münster. Dieser Militärbereich gehörte zum Wehrkreis VI (Münster), der Westfalen und Teile der Provinzen Hannover und die Rheinland umfasste. Hier wurde er am 1. Dezember zum Hauptmann befördert. In diesem Sektor waren auch wieder deutlicher seine Fähigkeiten zur Anleitung und Ausbildung von anderen Menschen nachgefragt. Und so wurde er am 1. Oktober 1932 direkt zum Wehrkreiskommando VI nach Münster kommandiert. Kommandeur war hier zu dieser Zeit Generalsleutnant Wolfgang Fleck (1879–1939), durch den Kretschmer als Ausbilder für die „Nebenführerausbildung“ im Wehrkreis VI. verantwortlich gemacht wurde. In diesen Kursen wurden die zukünftigen Stabsoffiziere auf die spätere Übernahme von Aufgaben in den Stäben und höheren Kommandoebenen der Reichswehr vorbereitet. Da durch den Versailler Vertrag in Deutschland auch noch 1932 die Ausbildung von Generalstabsoffizieren untersagt war, führten diese Ausbildungsgruppen Tarnbezeichnungen wie „Führergehilfen“-Kurse oder „Nebenführer“-Ausbildung und wurden zur Geheimhaltung dezentral in den Wehrkreisen durchgeführt. Entsprechend der Lehrgangsorganisation wurden jeweils im Frühjahr und im Herbst neue Kurse begonnen und die laufenden abgeschlossen. Dementsprechend hielt sich Kretschmer während der nationalsozialistischen Machtergreifung im Januar 1933 in Münster auf und wechselte erst zum 30. September 1933 in veränderte Aufgabenbereiche.

## Drittes Reich
So wurde Alfred Kretschmer am 1. Oktober 1933 als Kompaniechef im 2. Infanterie-Regiment und ein Jahr darauf, ebenfalls wieder als Kompaniechef des Infanterieregiments in Rastenburg eingesetzt. Auch hier verblieb er nur kurze Zeit und wurde am 1. März 1935 zum Stab des Wehrkreiskommandos I, in Königsberg, als Zweiter Generalstabsoffizier (I b) kommandiert. Hier war er für die gesamte Versorgung, einschließlich der Waffen und des militärischen Gerätes, zuständig. Kommandierender General war Walther von Brauchitsch (1881–1948) in dieser Zeit. Doch als Lehrkräfte mit Truppenerfahrungen an den 1935 neu gebildeten Kriegsakademien, auf Grund des immens steigenden Bedarfs an Offizieren und Stabsoffizieren, mit gesucht wurden, wechselte er zum 1. Oktober 1937 erneut in die Lehrtätigkeit. Diesmal als Rüstmeister an der Kriegsakademie. Hier erfolgte dann auch 1938 seine Beförderung zum Oberstleutnant. Diese Tätigkeit übte er bis kurz vor dem deutschen Überfall auf Polen aus. In Vorbereitung des geplanten Angriffs wurde er am 26. August 1939 der 10. Armee als Rüstmeister zugeteilt. Sie war Bestandteil der Heeresgruppe Süd, die aus der südlichen Flanke ins polnische Territorium vordrang. An der Spitze der 6. Armee verblieb er bis Ende Januar 1940 und wechselte von hier als Oberquartiermeister zu den Panzertruppen des Generalfeldmarschalls
Ewald von Kleist (1881–1954). Es war das XXII. Armeekorps, wo er zum Oberst befördert wurde. Stationiert im westrheinischen Gebiet nahm Kretschmer hier dann auch am Westfeldzug gegen Frankreich bis Januar 1941 teil.

## Japan
Am 5. Januar 1941 wurde Alfred Kretschmer nach Japan beordert, um hier in den kommenden Jahren die Aufgaben eines Militärattachés an der Deutschen Botschaft in Tokyo wahrzunehmen. Ausgewählt und vorbereitet wurde er auf diesen Einsatz durch seine frühere Abteilung Fremde Heere, nunmehr im Oberkommando der Wehrmacht. Deutscher Botschafter in Tokyo war seit 1938 Eugen Ott (1889–1977). Der Standort Japans war für die strategische Planung und die Weiterverfolgung der Kriegspläne des „Dritten Reiches“ von außerordentlicher Bedeutung. Die seit 1936 bestehenden Bündnisverträge zwischen Deutschland und Japan sowie der dann 1940 im September geschlossene Drei-Mächte-Pakt waren eine wichtige Basis für die Tätigkeitsschwerpunkte des Militärattachés Alfred Kretschmer. Im letztgenannten Pakt hatten Deutschland und Italien jegliche Aktivitäten Japans bei der Neuordnung der machtpolitischen Positionen im asiatischen Raum respektiert. Damit waren die strategischen Schwerpunkte und die bündnispolitischen Aspekte des Handels für die Attachés weitgehend festgelegt. Aus diesem Grund war in den letzten Jahren eine starke Konzentration von hochrangigen Militärs in der Botschaft von Tokyo und von Kräften der NSDAP innerhalb der in Japan lebenden deutschen Gruppen erfolgt. Kretschmer löste Anfang 1941 den bisherigen Militärattaché Gerhard Matzky (1894–1983) ab. An der Seite Alfred Kretschmers wirkten auf dem Posten des Marineattachés seit März 1940 Paul Wenneker (1890–1979) und als Luftwaffenattaché seit 1939 Oberstleutnant Wolfgang Gronau (1893–1977). Als Gehilfe des Militärattachés arbeitete Hauptmann der Reserve Karsch. Die bestehenden Kontakte zu den militärischen, wirtschaftlichen und politischen Kreisen in Japan, die hauptsächlich durch das Botschaftspersonal gepflegt wurden, waren in einer beidseitig ausgewogenen Interessensphäre. Der Militärattaché nahm regelmäßig an Manövern, Besichtigungen von militärischen Standorten und gesellschaftlichen Höhepunkten der japanischen Führungskreise teil. Die Erfahrungen der deutschen Partner in Bezug auf die Entwicklung der Streitkräfte, zu geostrategische Themen und Rüstungsentwicklungen, vor allem zur Modernisierung von Waffensystem und zur Erhöhung der Schlagkraft der Streitkräfte durch schnelle und gezielte Umsetzung von neuesten Forschungsergebnissen genossen bei den Japanern ein hohes Ansehen. Selbst die Schritte zur Aufrichtung eines so straff organisierten innenpolitischen Machtapparates, wie sie in Deutschland seit 1933 vollzogen worden waren, stießen in politischen, polizeilichen und nachrichtendienstlichen Kreisen Japans auf sehr interessierte Ohren.
Aber etwa im März 1941, als die Planung für den Überfall auf die Sowjetunion im Oberkommando der Wehrmacht bestätigt war, erhielten die Attachés in Tokyo noch eine spezielle Weisung als „geheime Kommandosache“ vom 5. März 1941, die unmittelbar ihr Wirken in Japan zukünftig zu bestimmen hatte. Darin wurde befohlen, Japans Kriegsbereitschaft zu stärken, um es „zum aktiven Handeln im Fernen Osten zu bringen“. Dazu sollte den japanischen Wünschen nach deutscher Kriegs- und Kampferfahrung, einschließlich technischer Art umfassend und großzügig entsprochen werden. Im Mittelpunkt sollten vor allem Themen im Mittelpunkt der Bearbeitung stehen, die sich „in kurzer Zeit für die Kriegsführung auswirken können“. Inzwischen waren in Japan eine große Anzahl deutscher Rüstungsfirmen mit entsprechenden Niederlassungen präsent. Das betraf die Daimler-Benz AG, die Flugzeugwerke Heinkel aus Oranienburg, die Henkel AG Düsseldorf, die IG Farben, die Kaiser-Wilhelm-Iron Werke, die Krupp AG, die Lufthansa, MAN Augsburg, die Messerschmidt AG Haunstetten, die Stahlwerke Roechling, die Siemens-Schuckert Werke, die Telefunken AG sowie weitere im Bereich Schiffs- und U-Boot Bau, Militäroptik, Elektronik sowie in Funk- und Radarbereichen angesiedelten Unternehmen. Neben dem Wirtschaftsattaché Helmuth Wohlthat (1893–1982) oblag Kretschmer hier ein großer Teil seiner Informations- und „Betreuungsarbeit“. Ab 1939 arbeiteten in der japanischen Rüstungsindustrie auch zahlreiche deutsche Spezialisten. Diese waren für die Militärattachés aus zweierlei Sicht von Bedeutung. Auf der einen Seite musste gewährleistet werden, dass auf diesem Weg kein deutsches Know-how abfloss oder dieser Personenkreis für Spionagezwecke angeworben wurde. Zum anderen existierte hier ein großer Fundus an Personen, die zur Informationsgewinnung über die japanischen Militär- und Rüstungsbereiche herangezogen werden konnten.
Im Oktober 1941 änderten sich für Alfred Kretschmer, die anderen Attachés und die Führungskräfte der deutschen Botschaft die Arbeitsbedingungen in besonderer Weise. Am 15. Oktober 1941 wurde der Japaner Ozaki Hotsumi (1901–1944) und in den Nachtstunden des 18. Oktobers Richard Sorge (1895–1944) von der japanischen Kempeitai verhaftet. Eigentlich nur eine Routineaktion im Kampf gegen innere oppositionelle japanische Kräfte. Bei den Ermittlungen stellte sich dann aber mehr und mehr heraus, dass beide in massiver Form dringend geheimzuhaltendes Material, die Sicherheit Japans betreffend, gesammelt hatten. Seit 1936 war Sorge auf der deutschen Botschaft nicht nur ein gern gesehener Gast, sondern auch ein wichtiger vertrauensvoller Gesprächspartner gewesen, der auf der Botschaft einen Büroarbeitsplatz hatte und über viele Monate die aktuelle Kriegsberichterstattung für die Vorgesetzten in Berlin verfasst hatte. Mit allen drei Attachès und auch zum Botschafter Eugen Ott selbst unterhielt er ausgesprochen gute Beziehungen und hatte über mehrere Jahre militärisches und strategisches Wissen von ihnen abgeschöpft. Die geführten Vernehmungen durch die japanischen Ermittler ließen demzufolge die Rolle des Botschafters Ott in besonderer Weise, aber auch des Marineattachés Wenneker, des Luftwaffenattachés Gronau und nicht zuletzt Kretschmers immer zwielichtiger erscheinen. Die Japaner misstrauten, in Folge dieser Enthüllungen, von nun an ihren bisherigen deutschen Gesprächspartnerin in erheblichem Maße. Das führte unter anderem auch dazu, dass das bisher von Alfred Kretschmer geleistete Informationsaufkommen in der Folgezeit in erheblichem Maße an Qualität verlor. Und die drei Attachés, nun in dem klaren Bewusstsein, dass sie über mehrere Jahre bereitwillig Informationen von hoher Geheimhaltung leichtfertig preisgegeben hatten, waren heftig bemüht, ihren jeweiligen Vorgesetzten im Oberkommando der Wehrmacht deutlich zu machen, dass Eugen Ott dafür der Sündenbock sei. Ganz gezielt begannen nun aber die Vorgesetzten von Ott und auch der Chef der Amtes Ausland/Abwehr im Oberkommando der Wehrmacht, Admiral Wilhelm Canaris (1887–1945) Material gegen Ott zu sammeln. Am 23. November 1942 wurde er mit einem persönlich an ihn gerichteten Telegramm, dass er selbst dechiffrieren musste, als Botschafter abberufen.
Trotz der sich verändernden Situation nach diesem eklatanten Zwischenfall nahm Alfred Kretschmer auch weiterhin an, nun stärker ausgewählten Besuchen und Exkursionsreisen in militärische Bereiche teil. Eine solche Reise führte ihn ab 5. März 1942 in das ehemalige Kampfgebiet der japanischen Armee gegen die alliierten Streitkräfte in den früheren Besatzungsgebieten Malaysias. Neben hohen japanischen Offizieren gehörten der Delegation die Militärattachés von Finnland Oberst Auno Kaila (geb. 1898), Italiens Oberst Bertoni und Rumäniens Generalmajor Gheorghe Bagulescu an. Vor allem ging es der japanischen Seite darum, die Bedeutung der Schlacht von Jitra ihren ausländischen Begleitern nahe zu bringen. Dabei besuchten sie Kuala Lumpur, die Insel Sumatra, den Militärhafen Selata in Singapur und den Militärhafen von Cavite. Nach 4 Wochen traten sie aus dem ehemaligen Frontgebiet wieder die Rückreise nach Tokyo an. Dorthin zurückgekehrt wurde Kretschmer am 1. Juni 1942 zum Generalmajor und zwei Jahre später 1944 zum Generalleutnant befördert. Am 13. September 1945 wurde er von amerikanischen Truppen in Tokyo gefangen genommen. Seine Kriegsgefangenschaft dauerte bis zum 13. Februar 1946. Danach kehrte er nach Deutschland zurück.
Nach dem Krieg wurde er für die Organisation Gehlen tätig und übernahm dort die Leitung des für Interne Ermittlungen  zuständigen Bereichs.
Alfred Kretschmer verstarb am 30. Dezember 1967 in Wiesbaden.